# دانييل بافلوفيتش
دانييل بافلوفيتش (بالإنجليزية: Daniel Pavlović)‏ (و. 1988  م) هو لاعب كرة قدم، من كرواتيا، يلعب كظهير (كرة القدم).

## روابط خارجية
- دانييل بافلوفيتش على موقع الاتحاد الدولي (مؤرشف)  (الإنجليزية)
- دانييل بافلوفيتش على موقع الاتحاد الأوربي (الإنجليزية)
- دانييل بافلوفيتش على موقع قاعدة بيانات كرة القدم.إي يو (الإنجليزية)
- دانييل بافلوفيتش على موقع بيانات كرة القدم. دي إي (الألمانية)
- دانييل بافلوفيتش على موقع ناشيونال فوتبول تيمز (الإنجليزية)
- دانييل بافلوفيتش على موقع Soccerway.com (الإنجليزية)
- دانييل بافلوفيتش على موقع عالم كرة القدم.نت (الإنجليزية)
- دانييل بافلوفيتش على موقع AS.com (الإسبانية)